# Jacques Eric Fabre
Jacques Eric Fabre C.S. (Puerto Príncipe, 13 de noviembre de 1955) es un sacerdote haitiano-estadounidense de la Iglesia Católica que fue nombrado obispo de la Diócesis de Charleston, Carolina del Sur, en febrero de 2022. Es el primer negro y el primer miembro de una comunidad religiosa en ser nombrado para ese puesto. Es el segundo obispo haitiano-estadounidense y el primero en dirigir una diócesis. Desde que se convirtió en sacerdote en 1986, ha trabajado en Florida y Georgia, República Dominicana, y brevemente en un campo de refugiados en la Base Naval de la Bahía de Guantánamo, Cuba.

## Biografía
Jacques Eric Fabre nació en Puerto Príncipe, Haití, el 13 de noviembre de 1955; tuvo cinco hermanos. Emigró a los Estados Unidos siendo adolescente y completó la escuela secundaria en la ciudad de Nueva York. Asistió a la Universidad de San Juan en Jamaica, Nueva York, y luego a la Universidad de Saint Michael en Toronto, Canadá. También estudió en la Unión Teológica Católica en Hyde Park, Illinois, y en la Casa de Teología Scalabrini en Chicago. Recibió una maestría en teología y una licenciatura en estudios de migración de la Pontificia Universidad Urbaniana de Roma. Como novicio Scalabrini trabajó en una de sus misiones en México.
El 10 de octubre de 1986, Fabre fue ordenado sacerdote de los Scalabrinianos en la diócesis de Brooklyn por Wilton Daniel Gregory, entonces obispo auxiliar de Chicago. Sus asignaciones han incluido el servicio como vicario parroquial en la Iglesia de Nuestra Señora de Guadalupe en Immokalee, Florida, de 1986 a 1990, capellán de refugiados haitianos en Guantánamo, Cuba. Fue párroco de una parroquia en San Pedro de Macorís en la República Dominicana de 1991 a 2004, vicario parroquial de la parroquia St. Joseph en Athens, Georgia, de 2006 a 2008, vicario parroquial de la parroquia Holy Trinity en Peachtree City, Georgia, de 2008 a 2010, y administrador de San Misión Felipe de Jesús en Forest Park, Georgia, de junio de 2008 a 2022. Lideró a la congregación de la Misión de San Felipe en el autofinanciamiento de la construcción de una nueva iglesia, inaugurada en abril de 2011.
De 2010 a 2022, sirvió en la Arquidiócesis de Atlanta como miembro de su consejo de finanzas, su comité de presupuesto y operaciones, su comité de revisión de proyectos y como director de la Renovación Carismática Hispana. También se convirtió en el Superior de los padres Scalabrini en Atlanta. 
El Papa Francisco nombró a Fabre obispo de la Diócesis de Charleston el 22 de febrero de 2022. Fabre está pendiente de su consagración como obispo de Charleston para el 13 de mayo de 2022.
Habla con fluidez inglés, español, italiano, francés y haitiano. Considera el inglés su "tercer idioma".